# Friedrich Waidacher
Friedrich Waidacher (* 15. September 1934 in Graz) ist ein österreichischer Museologe, Musiker, Kulturwissenschaftler und Hochschullehrer. Von 1977 bis 1994 leitete er das Steiermärkische Landesmuseum Joanneum. Seit 2002 ist er Honorarprofessor der Universität Graz.

## Leben
Waidacher wurde am 15. September 1934 in Graz geboren. Nach seiner Matura studierte er an der Universität Graz Musikwissenschaft, Kunstgeschichte, Psychologie, Philosophie, Völkerkunde und Volkskunde. Zugleich war er zunächst als Industriekaufmann, Jazzmusiker, Sendungsgestalter und Aufnahmeleiter beim Österreichischen Rundfunk tätig. Im Jahr 1964 wurde er zum Dr. phil.  in Volkskunde, Kunstgeschichte und Philosophie promoviert. Ab 1965 war er beim Steiermärkischen Landesmuseum Joanneum in Graz beschäftigt, dessen Direktor er von 1977 bis zu seiner Pensionierung im Jahr 1994 war.

## Lehrtätigkeit und Mitgliedschaften
1965 gehörte Waidacher dem Gründungsensemble des Institutes für Jazz an der damaligen Grazer Musikakademie an und lehrte dort bis 1969. Ab 1987 war er Lektor für Museologie an der Summer School of Museology in Brünn und ab 1993 an den Universitäten Graz, Wien und Basel. Seine Lehr- und Vortragstätigkeit führte ihn weiters an die Universitäten Krems, Umeå, Zagreb und Karlsruhe. Im Februar 2002 verlieh ihm die Universität Graz die Lehr- und Prüfungsbefugnis als Honorarprofessor für Allgemeine Museologie am Institut für Geschichte. Hierbei handelt es sich um die erste Professur für Museologie an einer deutschsprachigen Universität. An einer deutschen Universität wurde hingegen erst durch Guido Fackler im Herbst 2010 eine Professur für Museologie und materielle Kultur begründet.
Bis zu seiner Pensionierung im Jahr 1994 war er Vorstandsmitglied des International Committee for Architecture and Museum Techniques, Präsident von ICOM Österreich, Vorstandsmitglied des Österreichischen Museumsbundes sowie Mitglied im European Museum of the Year Award Committee. Weiters ist er Vorsitzender des Wissenschaftlichen Beirates der Virtual Library Museums (ICOM), Mitglied des Beirates von H-Net network for Museum Professionals und des Editorial Board von „Acta Museologica Lithuania“ der Universität Vilnius (Litauen).

## Auszeichnung
- Großes Goldenes Ehrenzeichen des Landes Steiermark (1986)

## Publikationen (Auswahl)
- Friedrich Waidacher: Handbuch der Allgemeinen Museologie. 3., unveränderte Auflage. Böhlau, Wien u. a. 1999, ISBN 3-205-99130-3.
- Friedrich Waidacher: Museologie – knapp gefasst. Böhlau, Wien u. a. 2005, ISBN 3-205-77268-7.
- mit Walter Gräf: Einführung in die Museumskunde. Steiermärkisches Landesmuseum Joanneum, Graz 1987, OCLC 180402385.
- mit Jan Sas, Harry Needham (Hrsg.): Selected Publications on Visitor Studies, Evaluation, Market Research and Performance Measurement. Ottawa 1997, OCLC 913343901 (englisch).
- Vom redlichen Umgang mit Dingen. Sammlungsmanagement im System musealer Aufgabe und Ziele. (= Mitteilungen und Berichte aus dem Institut für Museumskunde. Nr. 8). Berlin 1997 (PDF).
- Museologische Grundlagen der Objektdokumentation. (= Mitteilungen und Berichte aus dem Institut für Museumskunde. Nr. 15). Berlin 1999 (PDF).
- Über hundert Artikel in Sammelwerken, Festschriften, Ausstellungskatalogen und Fachzeitschriften.[1]